# حارة عبد الباري (دار سعد)
حارة عبد الباري هي إحدى حارات حي أول مايو الواقع بمديرية دار سعد التابعة لمحافظة عدن، بلغ تعداد سكانها 15125 نسمة حسب تعداد اليمن لعام 2004.